# Garry's Mod

Logo

Garry's Mod (of GMod) is een sandboxspel voor de source engine.
In Garry's Mod kan de speler objecten bouwen, vijanden of vrienden (NPC's) doden en experimenteren met de diverse mogelijkheden van de Source engine. Garry's Mod werd ontworpen door Garry Newman en voor het eerst uitgebracht in 2004 als mod voor Half-Life 2. Sinds 2006 is Garry's Mod beschikbaar via Steam. Garry's Mod heeft ook Half-Life 2 Mod of the Year 2011 gewonnen op ModDB.
Om Garry's Mod te gebruiken moet de speler een of meer spellen hebben die gebruikmaken van de Source Engine. De objecten (props genoemd) van deze spellen zijn dan ook beschikbaar voor gebruik in Garry's Mod.

## Spelmodes
Garry's Mod ondersteunt verschillende spelmodi, zowel singleplayer als multiplayer. Enkele modi zijn:

### Sandbox
Sandbox is de normale modus, waarin je met spullen of meubelen objecten kan bouwen. Je begint meestal op een enorme grasvlakte, met een brede keuze uit objecten die je de wereld in kunt zetten, en natuurlijk de benodigde 'tools' om deze objecten te plaatsen en op verschillende manieren met elkaar te verbinden. De mogelijkheden zijn bijna eindeloos en je kunt ontzettend veel dingen op deze manier creëren.

### Prop hunt
Prop hunt is een multiplayermodus, waarin er twee teams worden gemaakt. Het ene team krijgt 30 seconden de tijd om een 'prop' (een willekeurig object zoals een bloempot) te worden en zich te verstoppen. Het andere team krijgt daarna vier minuten om de 'props' te vinden en te doden. Dit kan met een mitrailleur met een granaatwerper, een shotgun of een bazooka. Als de props na vier minuten nog leven, winnen ze. Anders winnen de hunters.

### Trouble in Terrorist Town
In deze modus is de speler een terrorist in een stadje. Een of meerdere terroristen zijn de verraders en vermoorden de andere terroristen. Daarnaast zijn ook nog de detectives. De detectives moeten met hun DNA-scanner uitzoeken wie de dader is.

### DarkRP
DarkRP is vrijwel de bekendste modus. De bedoeling van deze spelmodus is dat de speler een baantje neemt als politie, dief of zwerver. De speler verdient een salaris waarmee hij wapens, auto's of geldprinters kan kopen. Geldprinters zijn erg gevaarlijk om mee te werken omdat men gearresteerd wordt als men er een bezit. Een geldprinter wordt makkelijk gestolen. Het kost veel, kan veel opleveren, maar is gevaarlijk om te gebruiken en je kan er veel verlies mee maken. Wapens zijn op de meeste servers illegaal om te dragen op straat. Dit verschilt per server omdat er veel servers zijn met extra auto's, printers, wapens, entiteiten en soms radio's en wietplanten. Van die wietplanten komen zakjes wiet af, die de speler weer kan verkopen voor vrij veel geld. Bovendien kan men in deze modus zijn eigen winkeltje beginnen.

### OCRP
OCRP is een variant op DarkRP en PERP. Net zoals bij DarkRP en PERP kan je veel dingen kopen zoals: Kleren, geweren, drugs, etc. Hiermee kan je ook gaan handelen, net zoals de spelmodus PERP en DarkRP. Aangezien je maar een klein bedrag bezit is het de bedoeling om te gaan werken voor je geld. Zo kun je bij de politie gaan of bij de maffia gaan werken. Deze RP variant is grootschaliger en speelt zich dan ook vaak op een grotere 'map' af dan de normale DarkRP. Ook is het aantal spelers per server groter.

### PERP
PERP is een afkorting van Pulsar Effect Roleplay. Het is een variant op OCRP en DarkRP.

### GMR
GMR staat voor GMOD racer. Deze mod laat de spelers tegen elkaar racen in gammele voertuigen. Naarmate de speler meer speelt is hij instaat zijn voertuig te verbeteren. De onderdelen bevatten zowel wapens als elementen die je wagen beter, sterker of stuurbaarder maken

### JAIL
De spelers worden in 2 teams verdeeld. Er is een team gevangenen en een team cipiers. Het doel van het spel is dat de gevangenen zorgen voor anarchie en proberen te gevangenis over te nemen. Voor de cipiers is het doel van het spel de orde zo lang mogelijk te handhaven. In ieder spel is er altijd 1 hoofdcipier. Deze heeft de bevoegdheid om de andere cipiers te commanderen. Een in-game-microfoon is aangeraden om deze spelmodus te spelen.

### DEATHRUN
Er zijn 2 groepen: de deaths en de runners. Deaths moeten vallen activeren zodat de runners er in falen om aan het eind van het parkour te komen. De deaths zijn meestal met 2 tot 4 mensen. Dit verschilt door het aantal mensen in de server, de andere spelers zijn runners. Runners moeten door rennen of doen alsof ze rennen waardoor de deaths de val activeren en niemand van de runners sneuvelen. op het einde van het parkour (als men het overleeft) moet de speler een manier kiezen waarop deze de death wil bevechten. Soms wint de deaths hierbij nog steeds.

## Add-ons
Er zijn ook nog uitbreidingen (addons), bijvoorbeeld wapens, auto's, vliegtuigen, helikopters, boten en props (meubels, voorwerpen et cetera). Deze uitbreidingen zijn te downloaden op internet. Om deze uitbreidingen te downloaden heeft de speler een steamaccount met een gekochte versie van Garry's Mod nodig. Downloaden kan ook via Subversion. Hieronder een lijst van enkele bekende addons:

### Wiremod
Wiremod is een add-on van Garry's Mod. In het woord Wiremod staat wire voor bedrading. Bedraden wordt dan ook werkelijk gedaan tussen Wire Out- en Inputs met de (advanced) wiretool. In het in-game keuze- en toolmenu vind je onder Wire: De meeste normale Garry's Mod tools die aangepast zijn om met Wire te worden gebruikt. Zo kan men een Wire Turret op een Wire Button aansluiten met als gevolg dat de Turret schiet zodra de knop wordt ingedrukt. Wiremod bevat ook vele chips. Een voorbeeld hiervan is de Expression 2-chip. Deze chip geeft de mogelijkheid tot programmeren binnen het spel om zo acties te kunnen bewerkstelligen die anders met aparte chips (zogeheette Wire-Gates) moeten worden gedaan. De E2-chip heeft een uitgebreide eigen programmeertaal die enigszins op de programmeertaal Java lijkt.

### Advanced Duplicator en TB Duplicator
Advanced Duplicator was voorheen onderdeel van Wiremod, maar komt inmiddels standaard bij GMod. Advanced Duplicator maakt mogelijk om je creaties op te slaan. Dit wordt voornamelijk gebruikt op Sandbox servers. Advanced Duplicator bevat meer functies dan de standaard Duplicator tool. Een alternatief voor de Advanced Duplicator tool is de tool TB Duplicator. Beide tools hebben voordelen en nadelen en voor ieder is de keuze anders.

### Pc Mod
Met Pc Mod kan je een computernetwerk aanmaken en daarmee een server opzetten zodat elke computer in de server die is aangesloten met hetzelfde netwerk kan chatten. Ook kan je muziek van Team Fortress 2, Half-Life 2, Counter-Strike: Source en Portal afspelen.

### Spacebuild & Life Support
Spacebuild geeft de speler de mogelijkheid om een ruimteschip te bouwen en de ruimte te verkennen. Het landschap moet wel een ruimte bevatten dus de speler heeft aparte maps nodig om Spacebuild te kunnen spelen. Life Support voegt allemaal objecten aan het spel toe die de speler kan gebruiken voor zijn ruimtereis en gaat altijd samen met Spacebuild. Zo voegt Life Support compressors toe die op de thuisplaneet kunnen worden gebruikt om het ruimteschip van vereiste grondstoffen te voorzien en worden ook verschillende apparaten toegevoegd die het klimaat aan boord beheren.

## Scripttalen voor tools, addons en plugins
Als scripttaal wordt doorgaans Lua gebruikt. Alle standaard en apart gedownloade GMod tools zijn in Lua gescript. Deze taal geeft toegang tot bijzonder veel functies waardoor het een zeer geschikte taal is. Ook wapens, voertuigen en vele andere dingen worden allemaal in Lua gescript.

### Pawn
Pawn is een programmeertaal. Met de "addon" SourceMod (SourceMod is niet in Lua geschreven) kan je scripts of plugins in Pawn schrijven. Pawn is een taal die op C++ of C lijkt. De versie van Pawn die geschikt is om SourceMod plugins te schrijven noemen we '"SourcePawn". Source komt weg van de Source engine.

## Trivia
- Het spel is opgenomen in het boek 1001 Video Games You Must Play Before You Die van Tony Mott.